# Caribbula elongata
Caribbula elongata är en kräftdjursart som först beskrevs av Gee 1988.  Caribbula elongata ingår i släktet Caribbula och familjen Thompsonulidae. Inga underarter finns listade i Catalogue of Life.